# Kepler-748b
Kepler-748b es un planeta extrasolar que forma parte de un sistema planetario formado por al menos un planeta. Orbita la estrella denominada Kepler-748. Fue descubierto en el año 2016 por la sonda Kepler por medio de tránsito astronómico.